# Duglazija
Duglazija (lat. Pseudotsuga) su rod iz porodice borovki (Pinaceae). Rod obuhvaća četiri vrste.
Do zadnjeg ledenog doba duglazije su rasle i u Europi, no u vrijeme ledenog doba svi europski predstavnici ovog roda su izumrli.
To je zimzeleno visoko šumsko drveće zapadnog dijela sjeverne Amerike i istočne Azije. Razgranjivanje nije posve pršljenasto. Pupovi su veliki, čunjasti ili vretenasti. Iglice nisu raščešljane. Grančice su, kad otpadnu iglice, glatke. Kora grančice i debla nalik je na jelovu, obiluje smolnim vrečicama. Češeri su duguljasti, viseći, dozrijevaju u prvoj godini, ne raspadaju se. Pokrovne ljuske (priperci) duže su od plodnih ljusaka, trošiljkaste, a srednji je šiljak najduži. Sjeme je trokutasto, okriljeno, klije s 5-9, većinom 7-8 supaka.
U Hrvatskoj, odnosno posvuda u Europi uzgaja se u nasadima i šumskim kulturama, a najpoznatija je P. menzieslii.

## Sistematika
Rod duglazija (Pseudotsuga) ima, uz četiri vrste, nekoliko podvrsta i varijacija:
- Pseudotsuga japonica (Shiras.) Beissn., Japanska duglazija, Japan
- Pseudotsuga macrocarpa (Vasey) Mayr, Dugoigličasta duglazija, jugozapadna Kalifornija
- Pseudotsuga menziesii (Mirb.) Franco, obična američka duglazija
  - Pseudotsuga menziesii var. glauca (Beissn.) Franco,
  - Pseudotsuga menziesii var. menziesii,
- Pseudotsuga sinensis Dode, kineska duglazija,
  - Pseudotsuga sinensis var. brevifolia (W.C.Cheng & L.K.Fu) Farjon & Silba, Kratkoigličasta duglazija, raste u kineskim provincijama Guizhou i Guangxi, a tipično raste na južnim obroncima i vrhovima, na vapnenačkom i kamenitom tlu na oko 1300 m nadmorske visine.
  - Pseudotsuga sinensis var. gaussenii (Flous) Silba,
  - Pseudotsuga sinensis var. sinensis, Junanska duglazija, raste u kineskoj provinciji Yunnan, u planinama na visinama između 2400 i 3300 m iznad mora.

## Vanjske poveznice
- Informacije o rodu (engl.)